# The Rising Tied
 The Rising Tied — единственный студийный альбом хип-хоп-проекта Fort Minor, записанный 
Майком Шинодой в сотрудничестве с группой Styles of Beyond и другими музыкантами, а также спродюсированный Шинодой при участии Jay-Z. Вышел 22 ноября 2005 года. Диск дебютировал на # 51 в Billboard 200. Альбом разошёлся тиражом 400 000 экземпляров, из них 300 000 экземпляров в США.
Спустя ровно год, 22 ноября 2006 года, был выпущен студийный мини-альбом — Fort Minor Militia EP.

## Об альбоме
The Rising Tied был спродюсирован Майком Шинодой и Jay-Z (последний — исполнительный продюсер). Майк Шинода создал Fort Minor, чтобы  реализовать себя в хип-хопе, для чего у него не было достаточно возможностей в Linkin Park. Он объяснил название своего проекта в одном из интервью:
Fort представляет более агрессивную сторону музыки. Minor может означать несколько вещей: если вы говорите о теории музыки, минорная клавиша темнее.
На песни «Remember the Name», «Petrified», «Believe Me» и «Where'd You Go» были сняты видеоклипы.  «Remember the Name» была использована Turner Network Television в качестве музыкальной темы плей-офф НБА в 2006—2007 годах. За релизом последовало небольшое турне в США, Китае и Австралии.

## Список композиций

### Оригинал
| №   | Название                                                                | Автор(ы)                                  | Длительность |
| --- | ----------------------------------------------------------------------- | ----------------------------------------- | ------------ |
| 1.  | «Introduction»                                                          | Майк Шинода                               | 0:43         |
| 2.  | «Remember the Name» (при участии Styles Of Beyond)                      | Майк Шинода/Р. Магинн/Т. Башир            | 3:50         |
| 3.  | «Right Now» (при участии Black Thought из The Roots и Styles Of Beyond) | Майк Шинода/Р. Магинн/Т. Башир/Т. Троттер | 4:14         |
| 4.  | «Petrified»                                                             | Майк Шинода                               | 3:40         |
| 5.  | «Feel Like Home» (при участии Styles Of Beyond)                         | Майк Шинода/Р. Магинн/Т. Башир            | 3:53         |
| 6.  | «Where'd You Go» (при участии Holly Brook & Jonah Matranga)             | Майк Шинода                               | 3:51         |
| 7.  | «In Stereo»                                                             | Майк Шинода                               | 3:29         |
| 8.  | «Back Home» (при участии Common & Styles Of Beyond)                     | Майк Шинода/Р. Магинн/Т. Башир/Лонн       | 3:44         |
| 9.  | «Cigarettes»                                                            | Майк Шинода                               | 3:40         |
| 10. | «Believe Me» (при участии Eric Bobo & Styles Of Beyond)                 | Майк Шинода/Р. Магинн/Т. Башир            | 3:42         |
| 11. | «Get Me Gone»                                                           | Майк Шинода                               | 1:56         |
| 12. | «High Road» (при участии John Legend)                                   | Майк Шинода                               | 3:16         |
| 13. | «Kenji»                                                                 | Майк Шинода                               | 3:51         |
| 14. | «Red to Black» (при участии Kenna, Jonah Matranga и Styles Of Beyond)   | Майк Шинода/Р. Магинн/Т. Башир            | 3:11         |
| 15. | «The Battle» (при участии Celph Titled)                                 | Майк Шинода                               | 0:32         |
| 16. | «Slip Out the Back» (при участии Mr. Hahn)                              | Майк Шинода/Джозеф Вега                   | 3:56         |

### Специальный выпуск
| №   | Название                                                                       | Автор(ы)                          | Длительность |
| --- | ------------------------------------------------------------------------------ | --------------------------------- | ------------ |
| 17. | «Be Somebody» (при участии Lupe Fiasco, Tak из Styles of Beyond и Holly Brook) | Майк Шинода/Васалу Мухаммед Джако | 3:15         |
| 18. | «There They Go» (при участии Sixx John)                                        | Майк Шинода                       | 3:17         |
| 19. | «The Hard Way» (при участии Kenna)                                             | Майк Шинода                       | 3:52         |

### Концертный выпуск
| №   | Название                        | Автор(ы)    | Длительность |
| --- | ------------------------------- | ----------- | ------------ |
| 20. | «Petrified (Los Angeles Remix)» | Майк Шинода | 3:32         |